# 美国派 (德国糕点)
黑白曲奇（英語：Black-and-white cookies, half-and-half cookies）是一种曲奇饼，表面涂有两种颜色的糖霜，一半是香草、一半是巧克力，常见于美国东北部和佛罗里达州。黑白曲奇的形状是扁平圆形，密实的蛋糕底上涂有翻糖，在纽约都会区很常见的是涂上皇家糖霜。半月曲奇是类似的甜点，略呈凸起的圆顶状，在蓬松的天使蛋糕底上涂有糖霜，在纽约中部和马萨诸塞州波士顿很常见。
美国派是德国一种类似的烘焙甜点。

## 历史
美国20世纪初，明暗对比的设计非常流行，其中包括烘焙食品和甜点；同时，以蛋糕为底的饼干也很流行。烹饪历史学家斯蒂芬·施密特（Stephen Schmidt）认为，黑白曲奇和半月曲奇是直接融合两种流行趋势的产品，并且将它们与美国南部的茶饼进行比较。

### 黑白曲奇

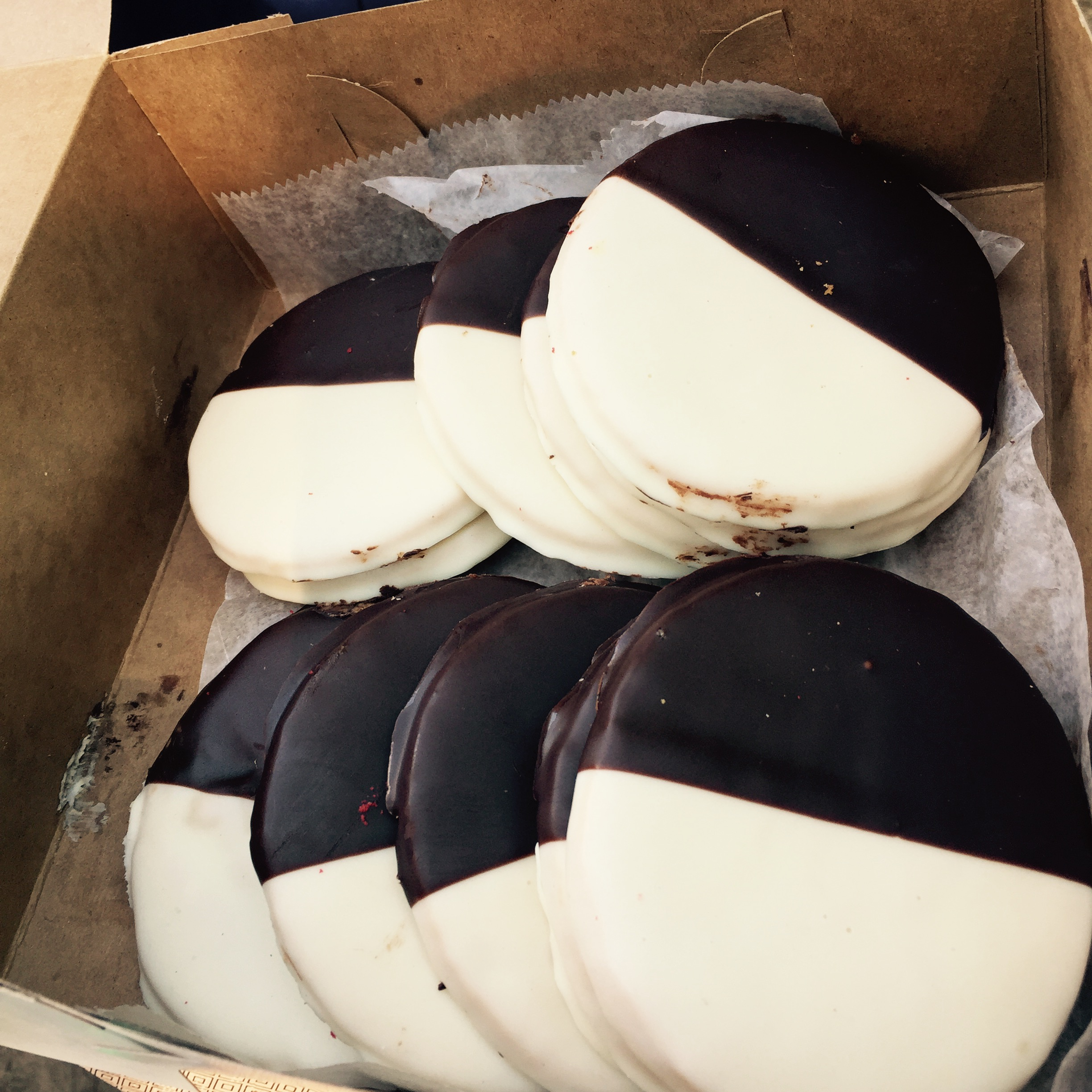
纽约市一家面包店烘培的黑白曲奇饼干

黑白曲奇（Black-and-white cookies）的起源可以追溯到纽约曼哈顿约克维尔社区的格拉泽烘焙店（Glaser's Bake Shop），是该店最初具有代表性的食品之一，这家店由巴伐利亚移民于1902年创立。
来到战后时期，黑白曲奇已经成为美国阿什肯纳兹犹太人饮食的一部分，深深扎根于纽约市和美国其他地方的犹太社区。这种饼干在纽约大都会地区，是许多犹太人面包店的必备品，例如：摩舍面包店（Moishe's Bake Shop）、威廉·格林伯格甜品坊（William Greenberg's Desserts）。
纽约意大利裔面包店中，他们的食谱在软糖下面，有时会有一层薄薄的杏酱。

### 半月曲奇

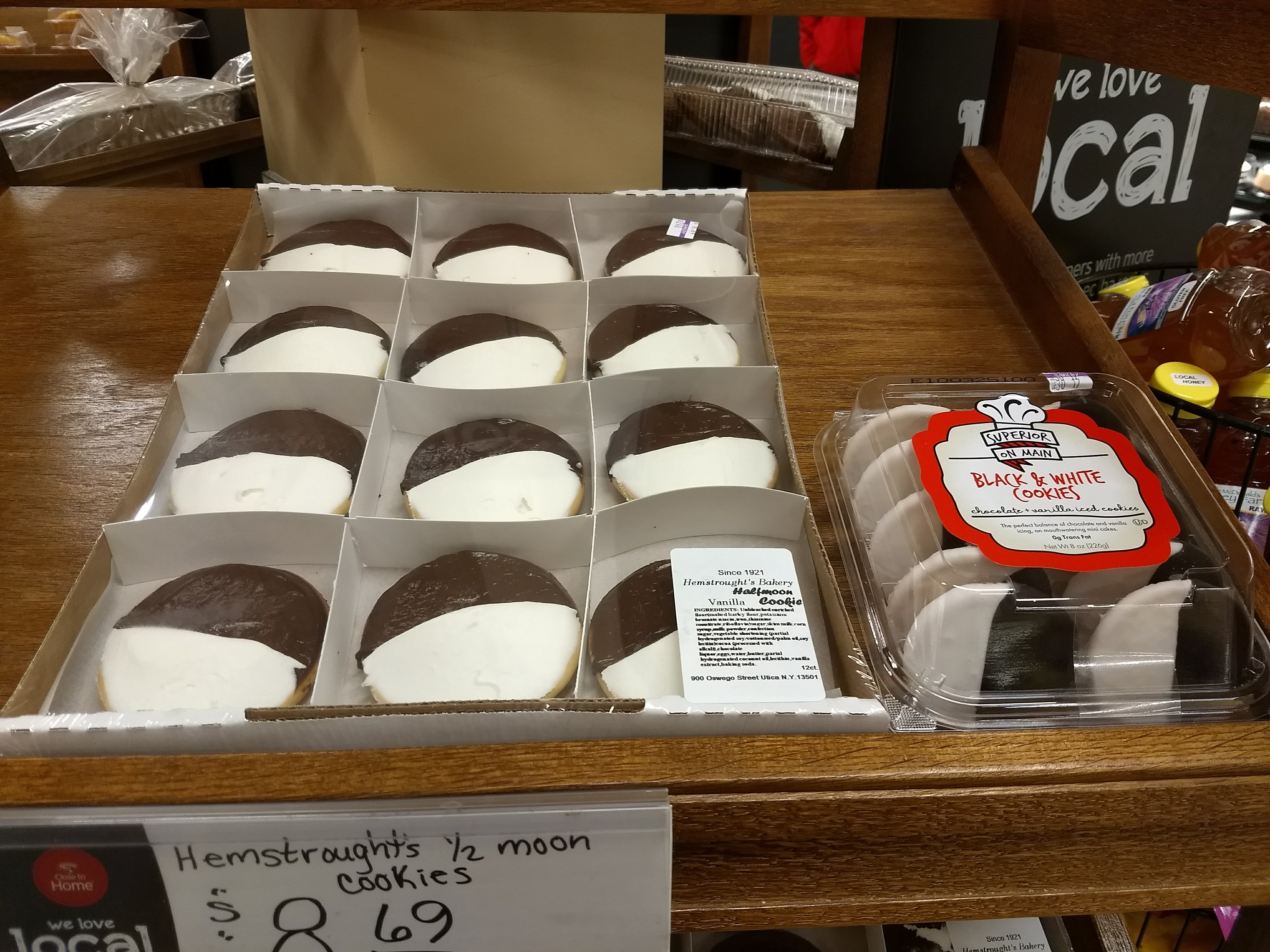
纽约州尤蒂卡附近新哈特福德的一家杂货店售卖半月曲奇和黑白曲奇，左边的半月曲奇明显比右边的黑白曲奇更大

半月曲奇（Half-moon cookies）的起源可以追溯到纽约州尤蒂卡的赫姆斯特劳特面包店（Hemstrought's Bakery），该店于1920年开始营业，1925年左右开始制作半月曲奇。半月曲奇在尤蒂卡仍然很受欢迎，当地媒体会公开争论哪家面包店制作的半月曲奇更好吃。
半月曲奇一边的糖霜，往往比另一边的糖霜更厚，有时糖霜是涂在圆顶而不是平顶。

### 美国派
美国派（Amerikaners）的装饰通常与黑白曲奇相似，但可以放弃黑色巧克力，完全取代为香草糖霜。它在德国的名字起源众说纷纭，与黑白曲奇的关系也尚不清楚。有一派人声称，于1950年代在德国美军基地服役的美国士兵，将这种甜点引进德国，或是这种甜点可能首先随犹太移民带到美国，然后再重新引进德国；另一派人认为，这个名称是“Ammoniakaner”这个词的误用，得名于“Ammoniumhydrogencarbonat”（碳酸氢铵，一种膨松剂）。在前东德由于社会普遍的反美情绪，所以人们使用“Ammonplätzchen”（Ammonia cookies，氨水饼干）这个名称。

## 种族隐喻
1994年《宋飞正传》剧集〈晚宴〉（The Dinner Party）中，杰瑞和伊莱恩在纽约的一家面包店等待时，吃下一块黑白曲奇。他用黑白曲奇来比喻种族和谐，说巧克力和香草代表黑人和白人的融洽生活。杰瑞认为，如果曲奇上的颜色能很好地融合在一起，那么社会上不同种族的人也能很好地融合在一起，这表明解决种族关系不佳的答案是“看看这块饼干吧！”（Look to the cookie!）
2008年美国总统竞选期间，巴拉克·奥巴马在佛罗里达州好莱坞的一家熟食店买了两块黑白曲奇，并说道：“这是团结饼干。”（It's a unity cookie.）
2015年《Tablet》杂志的一篇专栏文章中，非裔美国人拉比沙伊斯·里雄（Shais Rishon）认为，这种饼干的黑白清楚分明，更能体现种族隔离。